# Luigi Allegri
Luigi Allegri (San Secondo Parmense, 6 agosto 1948) è uno scrittore e studioso di teatro italiano.

## Biografia
Professore Onorario di Storia del teatro e dello spettacolo presso il Dipartimento di Discipline Umanistiche, Sociali e delle Imprese Culturali dell’Università di Parma. Dall'a.a. 2003/04 all'a.a. 2009/2010 è stato Presidente del Master universitario di I livello in Scienze e tecniche dello spettacolo e per gli a.a. 2008/09 e 2009/10 del Master universitario di I livello in Organizzazione dello sport e dello spettacolo sportivo - MOSS. Collabora con la casa editrice Laterza, dirigendo la serie “Nel laboratorio del teatro” e co-dirigendo la serie “Istituzioni dello spettacolo”.
Fa parte del comitato di direzione della rivista "Il castello di Elsinore". In seguito alla pubblicazione del testo sulla teatralità medievale, è stato per il periodo 1992-95 Presidente della S.I.T.M. (Société Internationale pour l'étude du Théâtre Médiéval). Dal 1994 al 1998 è stato Assessore alla Cultura del Comune di Parma. Dal 2004 al 2007 è stato Presidente della Consulta Universitaria Teatrale. Nel 2013 ha curato la sezione teatrale del X volume della Storia di Parma, monumentale opera edita da MUP, nella quale ha anche pubblicato il saggio principale. Nel 2014 il Magnifico Rettore dell'Università di Parma lo ha nominato Presidente dello CSAC, il Centro Studi e Archivio della Comunicazione, lo straordinario archivio-museo della cultura visiva contemporanea fondato da Arturo Carlo Quintavalle, con l’impegno di aprire la struttura alla fruizione pubblica, apertura avvenuta nel 2015. È dal 2010 Direttore del CAPAS, il Centro per le Attività e le Professioni delle Arti e dello Spettacolo dell’Università di Parma, che promuove e organizza tutte le attività extra e paracurricolari in ambito artistico e culturale degli studenti dell’Ateneo.

## Opere
- Luigi Allegri, Ideologia e linguaggio nel cinema contemporaneo: Jean-Luc Godard, Parma, Istituto di Storia dell'Arte, 1976.
- Luigi Allegri, Per una storia del teatro come spettacolo: il teatro di burattini e di marionette, Centro Studi e Archivio della Comunicazione, 1978.
- Luigi Allegri, Teatro, spazio, società, Fossalta di Piave, Rebellato, 1982.
- Luigi Allegri, Teatro e spettacolo nel Medioevo, Roma-Bari, Laterza, 1988.
- Luigi Allegri, La drammaturgia da Diderot a Beckett, Roma-Bari, Laterza, 1993.
- Luigi Allegri, L'arte e il mestiere. L'attore teatrale dall'antichità ad oggi, Roma, Carocci, 2005.
- Luigi Allegri, L'artificio e l'emozione. L'attore nel teatro del Novecento, Roma-Bari, Laterza, 2009.
- Luigi Allegri, Prima lezione sul teatro, Roma-Bari, Laterza, 2012.
- Luigi Allegri e Manuela Bambozzi (a cura di), Il mondo delle figure. Burattini, marionette, pupi, ombre, Roma, Carocci, 2012.
- Luigi Allegri, collana Storia di Parma. Vol. X Musica e Teatro, Il teatro e lo spettacolo, Parma, MUP, 2013.
- Luigi Allegri (a cura di), Storia del teatro. Le idee e le forme dello spettacolo dall’antichità ad oggi, Roma, Carocci, 2017.
- Luigi Allegri (a cura di), Il teatro e le arti. Un confronto fra linguaggi, Roma, Carocci, 2017.
- Luigi Allegri, Invito a teatro. Manuale minimo dello spettatore, Roma-Bari, Laterza, 2018.